# Ельад

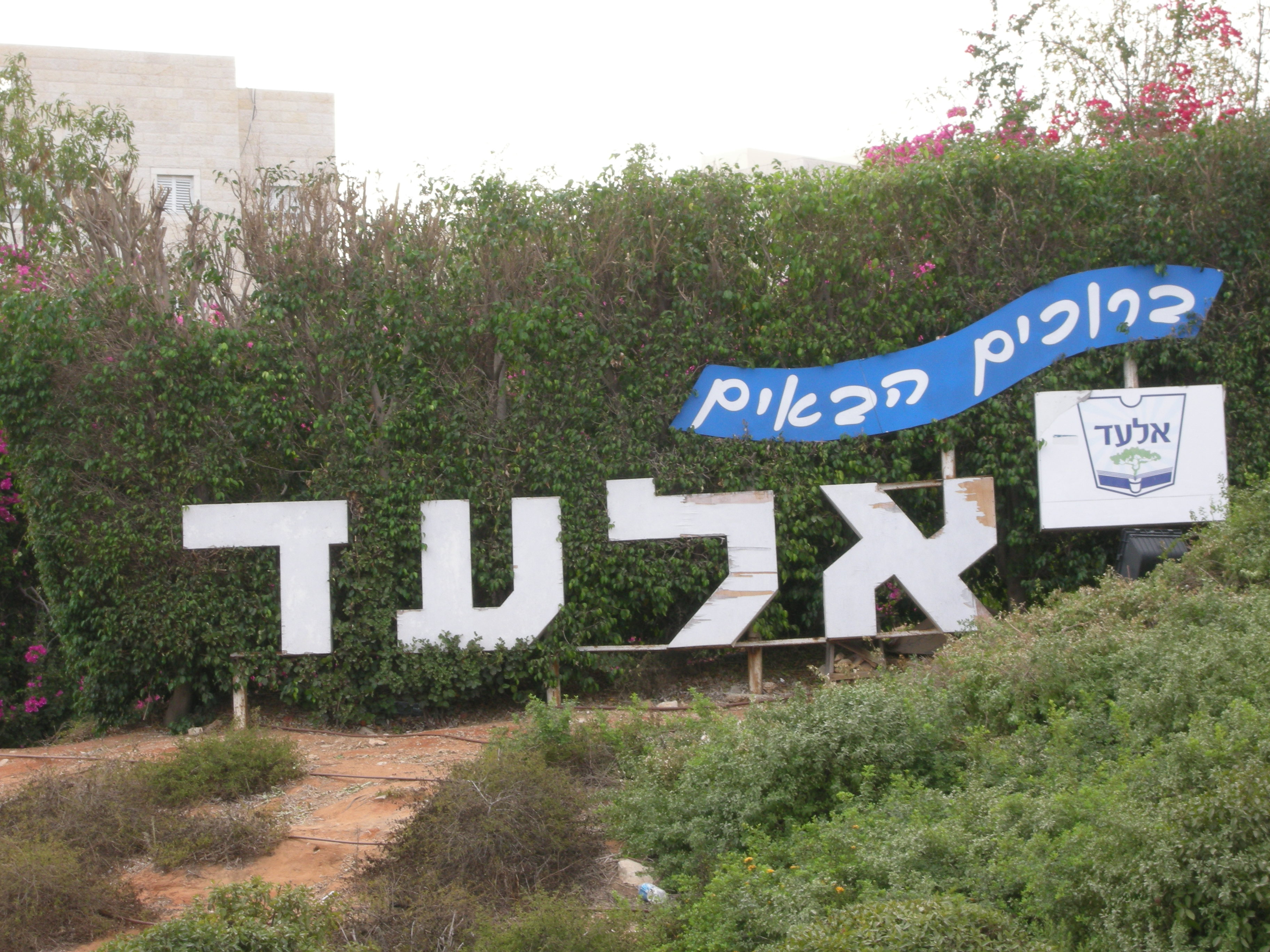
Назва міста на івриті

Ельа́д (івр. אלעד) — місто в Ізраїлі, розташоване в Центральному окрузі.
Розташований на відстані близько 25 кілометрів на схід від Тель-Авіву по 444 шосе між Рош-га-Аїном та Шогамом. Місто було побудоване в незаселеному місці. Населення практично повністю складається з ортодоксальних євреїв. Населення, за даними на 2009 рік — 34 800 осіб.
Ельад був заснований для створення житла для швидко зростаючого ультра-ортодоксального населення євреїв. Зокрема, це місто-супутник Бней-Брака.
Місто вважається одним із найбільш швидкозростаючих в Ізраїлі.
На сході від міста знаходиться кордон з Палестиною, який відмежований стіною.

## Історія
Будівництво поселень в цьому місці почалося наприкінці 90-х XX століття. Формальне створення поселень відбулися в 1998 році. Через щільний розвиток та велику кількість жителів Ельад з моменту його створення, має статус місцевого самоврядування. Це єдине місто в Ізраїлі, яке була офіційно визнане як релігійне місто.
5 лютого 2008 Ельад отримав статус міста.

## Демографія
За даними статистичного центру Ізраїлю в 2008 році, 33 200 жили в місті. Населення: всі євреї.
| Рік       | % населення |
| --------- | ----------- |
| 1900-1904 | 29,3%       |
| 1905-1909 | 17,8%       |
| 1910-1914 | 7,0%        |
| 1915-1919 | 4,2%        |
| 1920-1929 | 20,3%       |
| 1930-1944 | 16,4%       |
| 1945-1959 | 3,9%        |
| 1960      | 1,0%        |